# Gai Memmi (tribú 54 aC)
Gai Memmi (en llatí Caius Memmius) va ser un magistrat romà del segle i aC. Era fill de Caius Memmius L. F. Gemellus i de Fausta Cornèlia, filla del dictador Luci Corneli Sul·la. Formava part de la gens Mèmmia, una gens romana d'origen plebeu.
Va ser elegit tribú de la plebs l'any 54 aC. Va acusar Aule Gabini, cònsol de l'any 58 aC, per malversació a la seva província de Síria. També va acusar Domici Calví d'ambitus als comicis consulars de l'any 54 aC. El mateix any 54 aC, Memmi es va dirigir als jutges en nom de l'acusat Marc Emili Escaure, de qui Publi Valeri Triari deia que havia practicat l'extorsió o Repetundae.
Va ser fillastre de Tit Anni Miló que s'havia casat amb la seva mare després que aquesta i Gai Memmi Gemel es van divorciar.
Va ser cònsol sufecte l'any 34 aC i va celebrar uns jocs en honor de la Venus Genetrix, mític ancestre de la família Júlia.